# Atletismo nos Jogos Pan-Americanos de 2015 - 100 m feminino
A competição dos 100 m rasos feminino foi um dos eventos do atletismo nos Jogos Pan-Americanos de 2015, em Toronto. Foi disputada no Estádio CIBC de Atletismo Pan e Parapan-Americano entre os dias 21 e 22 de julho.

## Calendário
Horário local (UTC-4).
| Data        | Horário | Fase          |
| ----------- | ------- | ------------- |
| 21 de julho | 10:30   | Eliminatórias |
| 22 de julho | 18:25   | Semifinal     |
| 22 de julho | 20:30   | Final         |

## Medalhistas
| Ouro   | JAM Sherone Simpson |
| Prata  | ECU Ángela Tenorio  |
| Bronze | USA Barbara Pierre  |

## Recordes
Recordes mundial e pan-americano antes da disputa dos Jogos Pan-Americanos de 2015.
| Tipo                             | Atleta                   | Tempo | Local          | Data                |
| -------------------------------- | ------------------------ | ----- | -------------- | ------------------- |
|                                  | Florence Griffith-Joyner | 10.49 | Indianápolis   | 16 de julho de 1988 |
| Recorde dos Jogos Pan-Americanos | Mikele Barber            | 11.02 | Rio de Janeiro | 24 de julho de 2007 |

## Resultados

### Eliminatórias
| Colocação | Bateria | Atleta                 | Nacionalidade                | Tempo | Vento | Notas           |
| --------- | ------- | ---------------------- | ---------------------------- | ----- | ----- | --------------- |
| 1         | 2       | Barbara Pierre         | USA Estados Unidos           | 10.92 | +1.6  | Q,              |
| 2         | 3       | Ana Cláudia Lemos      | BRA Brasil                   | 10.96 | +4.0  | Q               |
| 3         | 3       | Khamica Bingham        | CAN Canadá                   | 11.00 | +4.0  | Q               |
| 4         | 1       | Kelly-Ann Baptiste     | TTO Trinidad e Tobago        | 11.07 | +3.0  | Q               |
| 5         | 2       | Rosângela Santos       | BRA Brasil                   | 11.08 | +1.6  | Q               |
| 6         | 3       | Morolake Akinosun      | USA Estados Unidos           | 11.12 | +4.0  | Q               |
| 7         | 3       | LaVerne Jones-Ferrette | ISV Ilhas Virgens Americanas | 11.14 | +4.0  | Q               |
| 8         | 1       | Ángela Tenorio         | ECU Equador                  | 11.17 | +3.0  | Q               |
| 8         | 2       | Semoy Hackett          | TTO Trinidad e Tobago        | 11.17 | +1.6  | Q,              |
| 10        | 3       | Sherone Simpson        | JAM Jamaica                  | 11.18 | +4.0  | q               |
| 11        | 2       | Tahesia Harrigan-Scott | IVB Ilhas Virgens Britânicas | 11.19 | +1.6  | Q               |
| 12        | 1       | Schillonie Calvert     | JAM Jamaica                  | 11.27 | +3.0  | Q               |
| 13        | 2       | Isidora Jiménez        | CHI Chile                    | 11.33 | +1.6  | q,              |
| 13        | 3       | Narcisa Landazuri      | ECU Equador                  | 11.33 | +4.0  | q               |
| 15        | 1       | Arialis Gandulla       | CUB Cuba                     | 11.37 | +3.0  | Q               |
| 16        | 1       | Crystal Emmanuel       | CAN Canadá                   | 11.41 | +3.0  | q               |
| 17        | 3       | Nediam Vargas          | VEN Venezuela                | 11.43 | +4.0  |                 |
| 18        | 3       | Shenel Crooke          | SKN São Cristóvão e Neves    | 11.43 | +4.0  |                 |
| 19        | 2       | Dulaimi Odelin         | CUB Cuba                     | 11.44 | +1.6  | Recorde pessoal |
| 20        | 2       | Sharolyn Josephs       | CRC Costa Rica               | 11.46 | +1.6  | Recorde pessoal |
| 21        | 1       | Andrea Purica          | VEN Venezuela                | 11.53 | +3.0  |                 |
| 22        | 2       | Marecia Pemberton      | SKN São Cristóvão e Neves    | 11.68 | +1.6  |                 |
| 23        | 1       | Kaina Martinez         | BIZ Belize                   | 11.69 | +3.0  |                 |

### Semifinal
| Colocação | Bateria | Atleta                 | Nacionalidade                | Tempo | Vento | Notas |
| --------- | ------- | ---------------------- | ---------------------------- | ----- | ----- | ----- |
| 1         | 2       | Barbara Pierre         | USA Estados Unidos           | 10.96 | +2.2  | Q     |
| 2         | 2       | Rosângela Santos       | BRA Brasil                   | 11.01 | +2.2  | Q     |
| 3         | 2       | Sherone Simpson        | JAM Jamaica                  | 11.02 | +2.2  | Q     |
| 4         | 1       | Kelly-Ann Baptiste     | TRI Trinidad e Tobago        | 11.05 | +2.5  | Q     |
| 5         | 1       | Ángela Tenorio         | ECU Equador                  | 11.10 | +2.5  | Q     |
| 6         | 1       | Ana Cláudia Lemos      | BRA Brasil                   | 11.13 | +2.5  | Q     |
| 7         | 2       | Khamica Bingham        | CAN Canadá                   | 11.14 | +2.2  | q     |
| 8         | 2       | Semoy Hackett          | TTO Trinidad e Tobago        | 11.16 | +2.2  | q     |
| 9         | 1       | Tahesia Harrigan-Scott | IVB Ilhas Virgens Britânicas | 11.18 | +2.5  |       |
| 10        | 1       | Crystal Emmanuel       | CAN Canadá                   | 11.26 | +2.5  |       |
| 11        | 1       | Schillonie Calvert     | JAM Jamaica                  | 11.29 | +2.5  |       |
| 11        | 1       | Morolake Akinosun      | USA Estados Unidos           | 11.29 | +2.5  |       |
| 13        | 1       | LaVerne Jones-Ferrette | ISV Ilhas Virgens Americanas | 11.33 | +2.5  |       |
| 14        | 2       | Narcisa Landazuri      | ECU Equador                  | 11.34 | +2.2  |       |
| 15        | 2       | Arialis Gandulla       | CUB Cuba                     | 11.36 | +2.2  |       |
| 16        | 2       | Isidora Jiménez        | CHI Chile                    | 11.37 | +2.2  |       |

### Final
Vento +0.9
| Colocação         | Faixa | Atleta             | Nacionalidade         | Tempo | Notas                |
| ----------------- | ----- | ------------------ | --------------------- | ----- | -------------------- |
| Medalha de ouro   | 8     | Sherone Simpson    | JAM Jamaica           | 10.95 | Recorde da temporada |
| Medalha de prata  | 5     | Ángela Tenorio     | ECU Equador           | 10.99 | Recorde da América   |
| Medalha de bronze | 3     | Barbara Pierre     | USA Estados Unidos    | 11.01 |                      |
| 4                 | 4     | Rosângela Santos   | BRA Brasil            | 11.04 |                      |
| 5                 | 6     | Kelly-Ann Baptiste | TRI Trinidad e Tobago | 11.05 |                      |
| 6                 | 2     | Khamica Bingham    | CAN Canadá            | 11.13 | Recorde pessoal      |
| 7                 | 7     | Ana Cláudia Lemos  | BRA Brasil            | 11.15 |                      |
| 8                 | 1     | Semoy Hackett      | TTO Trinidad e Tobago | 11.16 | Recorde da temporada |

Legenda
| Recorde mundial                  | Recorde mundial (World record)               |                       | Recorde africano                      | Recorde africano (African) |                                           | Q | Classificado por posição (Qualified) |
| Recorde dos Jogos Pan-Americanos | Recorde pan-americano (Pan-American record)  | Recorde da América    | Recorde da América (Americas)         | q                          | Classificado por melhor tempo (Qualified) |   |                                      |
| Melhor marca do ano              | Melhor marca do ano (World leading)          | Recorde asiático      | Recorde asiático (Asian)              | DNS                        | Não largou (Did not start)                |   |                                      |
| Recorde nacional                 | Recorde nacional (National record)           | Recorde europeu       | Recorde europeu (European)            | DNF                        | Não terminou (Did not finish)             |   |                                      |
| Recorde pessoal                  | Recorde pessoal do atleta (Personal best)    | Recorde da Oceania    | Recorde da Oceania (Oceania)          | DSQ / DQ                   | Desclassificado (Disqualified)            |   |                                      |
| Recorde da temporada             | Recorde da temporada do atleta (Season best) | Recorde sul-americano | Recorde sul-americano (South America) | NM                         | Sem marca (No mark)                       |   |                                      |